# Pola Negri
Pola Negri (született Apolonia Chałupiec) Lipno, Orosz Birodalom, 1897. január 3. – San Antonio, Texas, Amerikai Egyesült Államok, 1987. augusztus 1.) lengyel származású amerikai színházi és filmszínésznő, a bulvársajtónyelv első vámpja.

## Élete és pályafutása
Apolonia Chałupiec apja cigány–szlovák származású cárellenes összeesküvő volt, s amikor őt Szibériába száműzték, elszegényedett lengyel nemesi származású édesanyjával Varsóba költöztek.
Pályáját balerinaként kezdte, de amikor egy betegség következtében tovább nem táncolhatott, beiratkozott egy színiiskolába. Kedvenc költőnője, Ada Negri tiszteletére vette föl a Pola Negri nevet. Később Németországba költözött, ahol Max Reinhardt és Ernst Lubitsch némafilmjeinek sztárja lett.
Az 1919-ben forgatott Madame Du Barry című filmben egy francia kurtizánt alakított, amelyet látva a Paramount filmstúdió leszerződtette, így Amerikába költözött.
Hamarosan a világ legjobban fizetett színésznőjévé vált. Viharos szerelmi viszonyra lépett Charlie Chaplinnel, aztán Rudolph Valentinóval, aki el is jegyezte. Valentino hirtelen halála után kvázi özvegyeként, az egész országon végig akarta hurcolni a koporsót, amiből nem lett semmi, mert a közönség elfordult tőle, a gyászát hamisnak tartotta, mert Negri egy grandiózus virágkompozícióval érkezett a temetésre, amely a saját nevét formázta, és rendszeresen elájult zokogás közben.
A hangosfilm megszületése után lengyel akcentusa miatt Hollywood elfordult tőle. Hitler viszont tárt karokkal fogadta, így ismét „német” filmsztárrá vált.
Aztán kisütötték, hogy zsidó gyökerei vannak. Hitlertől ugyan mentességet kapott, de nem akart ezzel a kétes keggyel élni, és visszaszökött Amerikába. Ott már csak kisebb szerepeket kapott, de sztárallűrjei sohasem múltak el. Aranyszínű selyemruhában, turbánnal a fején temették el.

## Filmjei
- 1914–1917 között kilenc lengyel némafilmben szerepelt,
- 1917–1923 között huszonnégy német filmben játszott,
- 1923–1928 között a Paramountnál huszonegy filmje volt,
- 1929–1938 között kilenc filmje volt (egy brit, egy amerikai, egy francia valamint német filmek),
- 1943 után még két amerikai filmben szerepelt.